# Slokar
Slokar (Melica) är ett släkte av gräs. Slokar ingår i familjen gräs.

## Bildgalleri

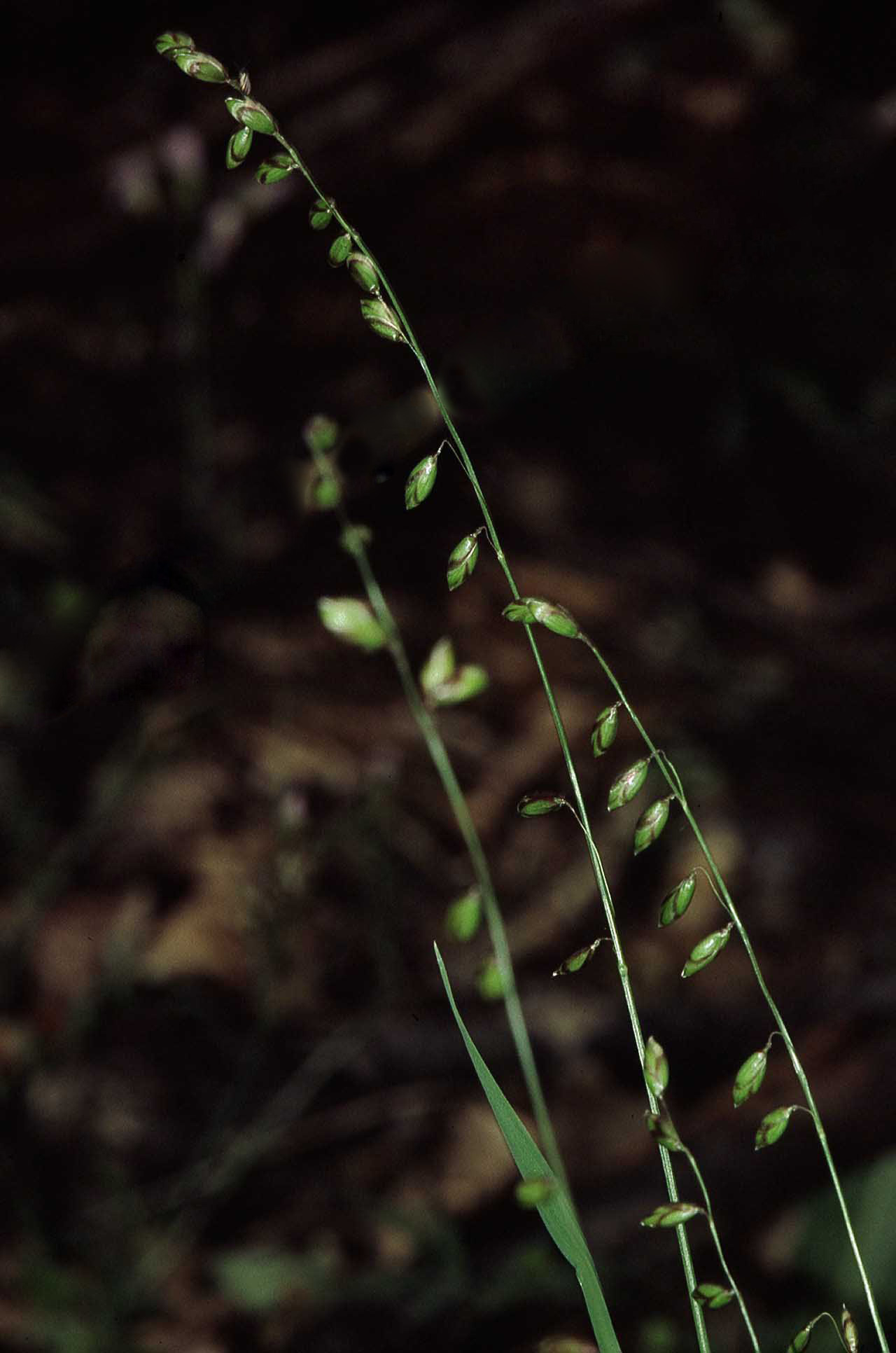
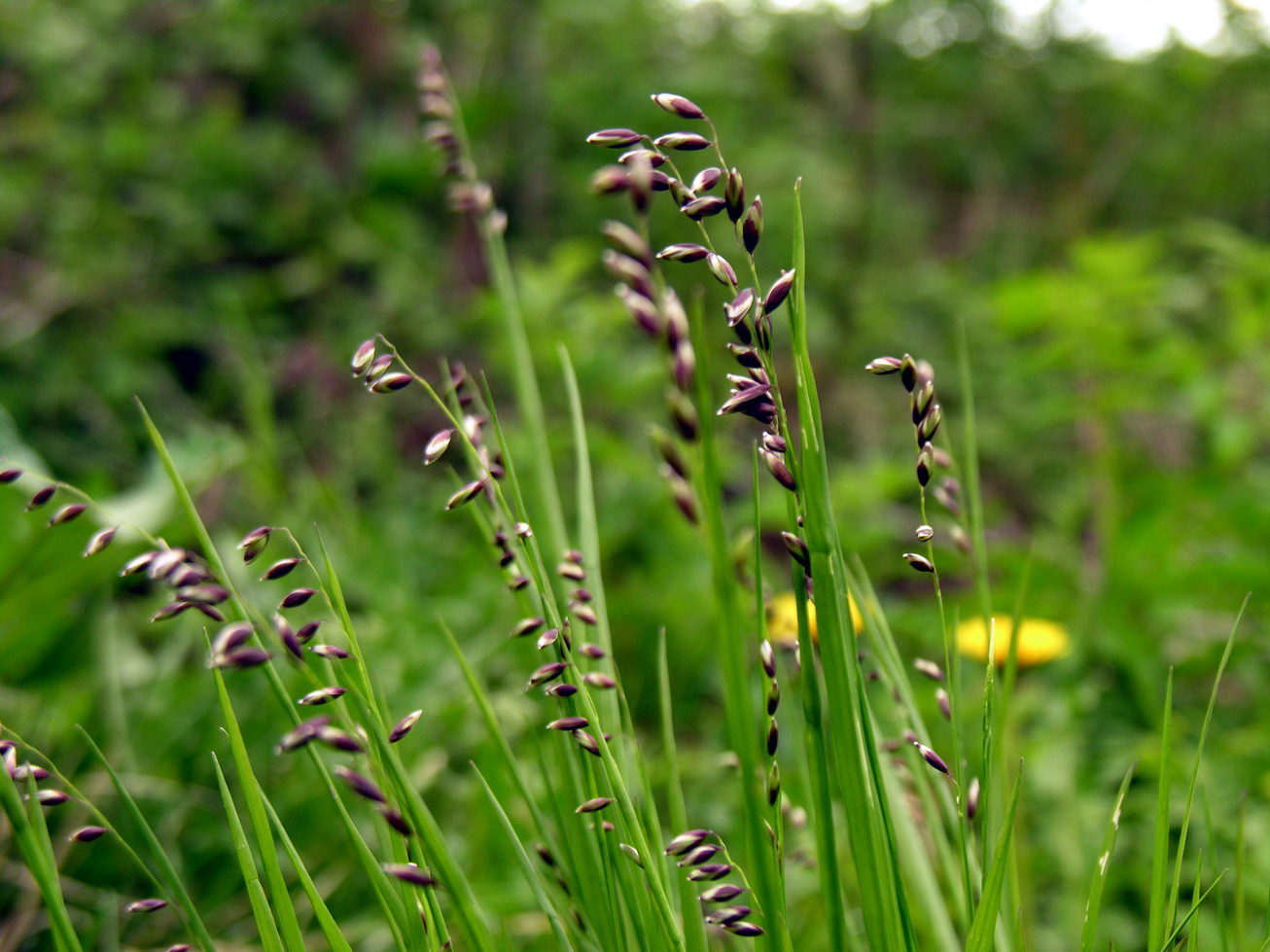
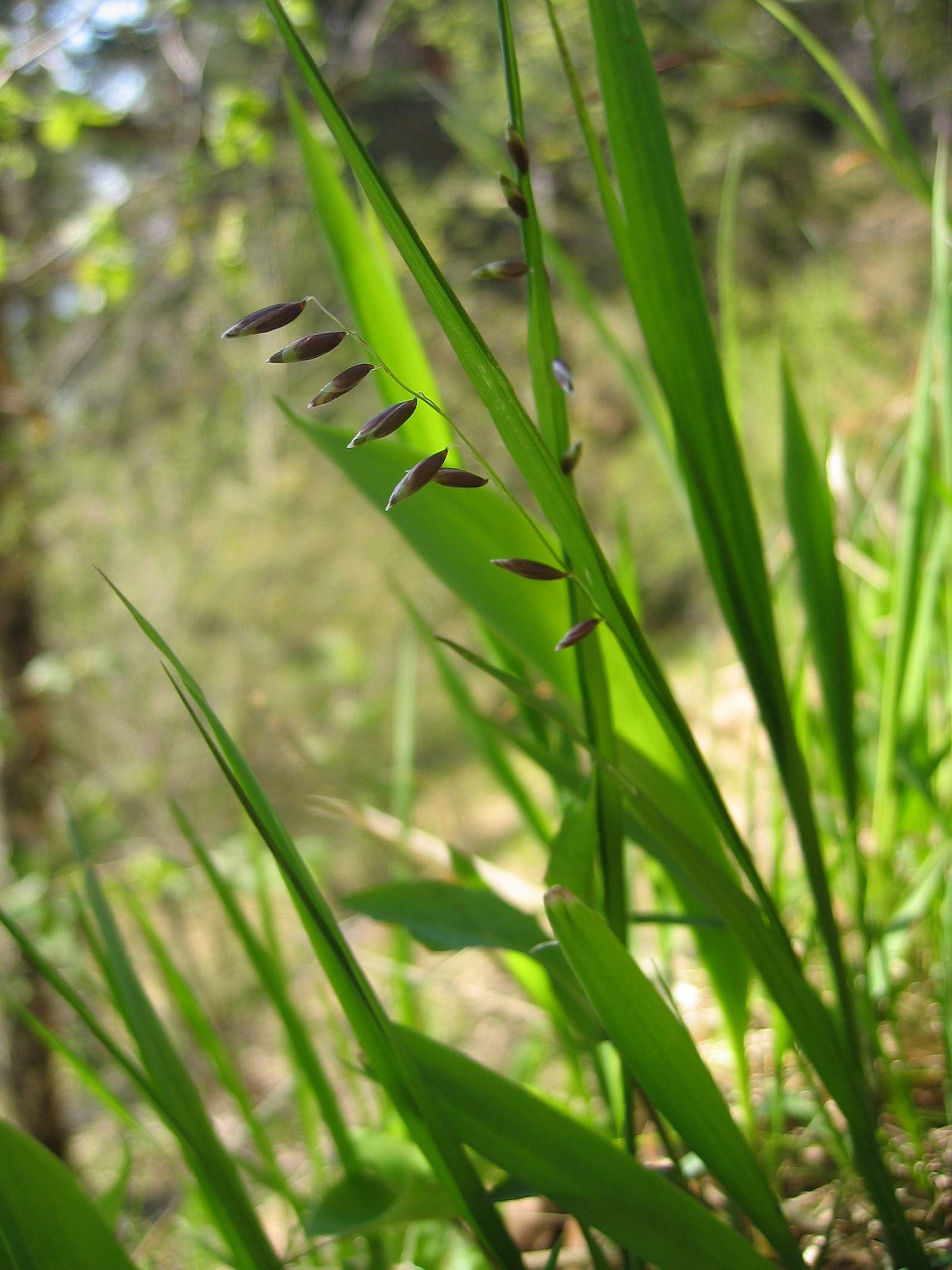

## Dottertaxa till Slokar, i alfabetisk ordning[1]
- Melica altissima
- Melica amethystina
- Melica animarum
- Melica argentata
- Melica argyrea
- Melica aristata
- Melica arzivencoi
- Melica aschersonii
- Melica bocquetii
- Melica bonariensis
- Melica brasiliana
- Melica brevicoronata
- Melica bulbosa
- Melica californica
- Melica canariensis
- Melica cepacea
- Melica ceretana
- Melica chilensis
- Melica ciliata
- Melica commersonii
- Melica cupanii
- Melica decipiens
- Melica dendroides
- Melica eligulata
- Melica eremophila
- Melica frutescens
- Melica fugax
- Melica geyeri
- Melica glabrescens
- Melica grandiflora
- Melica harfordii
- Melica hitchcockii
- Melica hunzikeri
- Melica hyalina
- Melica imperfecta
- Melica kozlovii
- Melica lilloi
- Melica longiflora
- Melica longiligulata
- Melica macra
- Melica minor
- Melica minuta
- Melica mollis
- Melica montezumae
- Melica mutica
- Melica nitens
- Melica nutans
- Melica onoei
- Melica pappiana
- Melica parodiana
- Melica patagonica
- Melica paulsenii
- Melica penicillaris
- Melica persica
- Melica picta
- Melica poecilantha
- Melica porteri
- Melica przewalskyi
- Melica racemosa
- Melica radula
- Melica rectiflora
- Melica rigida
- Melica riograndensis
- Melica sarmentosa
- Melica scaberrima
- Melica scabra
- Melica scabrosa
- Melica schafkatii
- Melica schuetzeana
- Melica secunda
- Melica serrana
- Melica smithii
- Melica spartinoides
- Melica spectabilis
- Melica stricta
- Melica stuckertii
- Melica subflava
- Melica subulata
- Melica tangutorum
- Melica taylorii
- Melica teneriffae
- Melica tenuis
- Melica thuringiaca
- Melica tibetica
- Melica torreyana
- Melica transsilvanica
- Melica turczaninowiana
- Melica uniflora
- Melica weinii
- Melica violacea
- Melica virgata
- Melica yajiangensis